# Club Guaraní
A Club Guaraní egy paraguayi labdarúgóklub, melynek székhelye Asunciónban található. A klubot 1903. október 12-én alapították. Jelenleg az első osztályban szerepel.
A paraguayi bajnokságot 10 alkalommal nyerte meg.
Hazai mérkőzéseit az Estadio Rogelio Livieresban játssza, amely létesítmény 15 000 fő befogadására alkalmas. A klub hivatalos színei: sárga-fekete.

## Sikerlista
- Paraguayi bajnok (10): 1906, 1907, 1921, 1923, 1949, 1964, 1967, 1969, 1984, 2010 Apertura